# Peter Gingold
Pour les articles homonymes, voir Gingold.

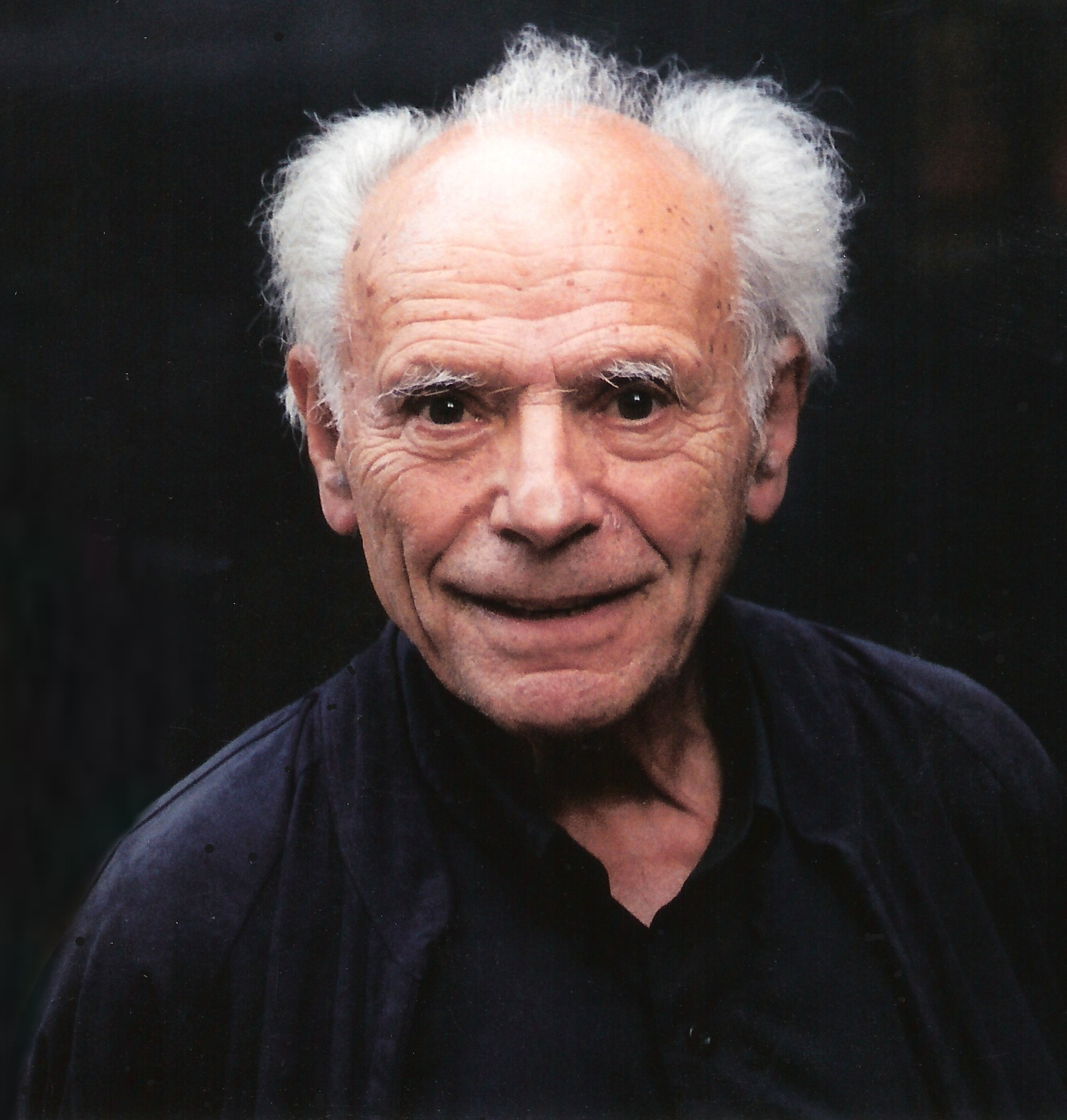
Peter Gingold en 2005

Peter Gingold, né le 8 mars 1916 à Aschaffenburg et décédé le 28 ou 29 octobre 2006 à Francfort-sur-le-Main, est un militant politique allemand et communiste, résistant au nazisme.

## Biographie
Peter Gingold a grandi en Allemagne à Aschaffenburg et à Francfort avec ses 5 frères et sœurs. Ses parents étaient des Juifs émigrés de Pologne ; son père était tailleur. En 1930, il commence une formation de vendeur dans un magasin de disques, et adhère à l'Union centrale des employés (Zentralverband der Angestellten - ZdA). En 1931, il devient membre de la Ligue des jeunes communistes d'Allemagne (Kommunistischen Jugendverband Deutschlands). Face à la menace que représente la prise de pouvoir du parti nazi, le NSDAP, la famille décide d'émigrer en France pendant l'été 1933 et s'installe à Paris. Toutefois sans Peter, qui doit rejoindre la famille un peu plus tard, le temps de solder les affaires de ses parents. Pris dans une rafle des SA, il est emprisonné plusieurs mois par les autorités nazies avant d'être envoyé en exil en 1933 à Paris.
Il travaille pour le Pariser Tageblatt, un journal antifasciste de langue allemande. Il participe à la fondation en juin 1936 de la Jeunesse allemande libre (FDJ) avec d’autres exilés allemands en France, puis s'engage dans le Parti communiste d'Allemagne (KPD) en 1937. Dans le groupe de la FDJ, il fait la connaissance d'Ettie Stein-Haller qu'il épousera en janvier 1940. En mai 1940, il est interné par les autorités françaises. Sa fille Alice nait à Paris le 5 juin 1940, pendant l'exode.
De retour à Paris en octobre 1940, il s'engage activement dans la Résistance. Il rejoint la Main-d'œuvre immigrée (MOI), et en son sein le secteur TA (Travail allemand), sous la direction d'Otto Niebergall. Le TA est chargé notamment de diffuser des informations aux soldats allemands sur la nature du régime hitlérien, de recruter des membres de la Wehrmacht pour obtenir des informations pour les mouvements de résistance et de les inciter à déserter. Il est chargé d'organiser le Travail allemand dans l'Est de la France. En 1942, son frère Leo Gingold et sa sœur Dora Buchband sont arrêtés et déportés à Auschwitz. En février 1943, il est arrêté à Dijon où il était chargé de la liaison entre la direction et les militants de base du TA. Pendant plusieurs semaines, il est interrogé et torturé par la Gestapo. Transféré à Paris, il réussit à les tromper et à prendre la fuite en avril.
Avec Otto Niebergall, il rejoint le Comité Allemagne libre pour l’Ouest (CALPO). En juin 1944, Peter Gingold participe avec une centaine de résistants allemands à la libération de Paris dans les rangs des FFI. Il est envoyé en tant que délégué du CALPO sur le front de la bataille de Metz dans le régiment du colonel Fabien d'octobre à novembre 1944. Au printemps 1945, il rejoint les partisans italiens comme envoyé au front pour informer les soldats de la Wehrmacht, et assiste à la Libération à Turin.
En 1945, Peter Gingold s'installe à Francfort-sur-le-Main avec sa famille et poursuit ses activités politiques. Il devient membre du secrétariat du KPD du land de Hesse et s'occupe de la formation. Ces activités deviennent illégales en 1956, date de l'interdiction du KPD, jusqu'en 1968, date de la création du DKP.
En 1956, la famille Gingold se voit retirer la nationalité allemande par décision administrative, dans le contexte de la guerre froide. Ce n'est qu'au terme d'un long procès que cette décision sera annulée, en 1972.
En 1972, le chancelier Willy Brandt fait voter le décret contre les extrémistes, afin de contrer l'influence des mouvements communistes et pacifistes dans la sphère publique, et les services de renseignement mettent en place un système de surveillance de dizaines de milliers de fonctionnaires. Cela aboutit pour des centaines d'entre eux à des "interdictions professionnelles", dont Silvia Gingold, la seconde fille de Peter.
Cette interdiction fut levée au terme d'un procès, en 1977.
Dans les années 1980, il se mobilise contre la société IG Farben iA, société issue de la liquidation judiciaire d'IG Farben, et dont elle détient encore de nombreux actifs. La ligue contre la société IG Farben en liquidation demande que les avoirs soient affectés à un fonds de dédommagement des victimes. Ce combat se poursuivra jusque dans les années 2000, après que cette société s'est déclarée en faillite.
Au début des années 1990, il devient l'un des porte-parole de l’Union des persécutés par le régime nazi et des antifascistes (VVN). Il est également membre fondateur de l'Union des Allemands de la Résistance (DRAFD) et membre actif du Comité international d'Auschwitz. Il parcourt inlassablement l'Allemagne pour témoigner de la résistance des femmes et des hommes allemands qui n’avaient pas accepté le régime nazi, et est très souvent amené à témoigner de son expérience devant des collégiens et lycéens.
En 2001, alors qu'il est membre honoraire de la Ligue des Antifascistes, il entreprend, avec Kurt Julius Goldstein (en), un procès contre le gouvernement des États-Unis et la famille Bush, suivant les participations de Prescott Bush dans le financement et l'armement illégal de l'Allemagne nazie ainsi que par les entreprises qu'il avait à Auschwitz. Cependant, la juge Rosemary Collier invalidera ce procès sous le principe de « souveraineté d’État ».
Le 12 décembre 2004, il est honoré par la Ligue internationale des droits de l'homme de la médaille Carl von Ossietzky, ainsi que Esther Bejarano, Martin Löwenberg et Percy MacLean. 
Mort à Francfort-sur-le-Main, il est enterré à Paris.

### Filmographie
- Reichsfeind, Volksfeind, Verfassungsfeind de Ralf Küster 2005. Documentaire sur la vie de Peter Gingold.
- Les Allemands de la Résistance : héros en terre étrangère  (Frankreichs fremde Patrioten - Deutsche in der Résistance). TVSCHOENFILM, Allemagne, 2005. Film de Frank Gutermuth et Wolfgang Schoen sur le combat des antifascistes allemands dans la Résistance[8].